# Мецано Инфериоре
Мецано Инфериоре (итал. Mezzano Inferiore) је насеље у Италији у округу Парма, региону Емилија-Ромања.
Према процени из 2011. у насељу је живело 1285 становника. Насеље се налази на надморској висини од 28 м.